# Bubión
Bubión er en by og kommune i det sydøstlige Spanien i provinsen Granada. Den har et indbyggertal på 311 (2024) indbyggere.